# Vincent Lhermet
Vincent Lhermet, né le 5 avril 1987 à Clermont-Ferrand est un accordéoniste, professeur et chercheur français. Il est le premier accordéoniste titulaire d'un doctorat d'interprète en France.

## Biographie
Vincent Lhermet débute l'accordéon dès l'âge de 6 ans dans son Auvergne natale avec Gilles Roubertou, Jean-Michel Blanch avant de suivre l'enseignement de Jacques Mornet.
Il entre au conservatoire à rayonnement régional de Dijon dans la classe d'Olivier Urbano avant d'intégrer en 2007 l'Académie Sibelius d'Helsinki dans la classe de Matti Rantanen d'où il sort diplômé d'un master en 2012.
En 2012, il intègre le cursus de doctorat de musique : recherche et pratique délivré conjointement par le Conservatoire national supérieur de musique et de danse de Paris et l'université Paris-Sorbonne et soutient une thèse en 2016 sur le répertoire contemporain de l'accordéon en Europe depuis 1990 avec la mention très honorable et les félicitations du jury, sous la direction de Laurent Cugny et de Bruno Mantovani.
Son travail de collaborations avec des compositeurs a donné lieu à plus de 70 créations mondiales de compositeurs internationaux.
En 2009, il fonde avec Marie-Andrée Joerger et Sylvain Tissot l'Académie internationale d'été Agora qui œuvre à la promotion de l'accordéon à l'échelle internationale.
Il enseigne l'accordéon au conservatoire à rayonnement régional de Boulogne-Billancourt depuis 2014 et est régulièrement invité à donner des masterclass et à siéger dans les jurys de concours internationaux. En 2022, il est nommé professeur au Conservatoire national supérieur de musique et de danse de Paris.

## Publications
Ses publications incluent :
- Accordion Higher Level Education in Europe : état des lieux de l'enseignement supérieur de l'accordéon en Europe[7],[8] (2014)
- la base de données Ricordo al futuro (réalisée en collaboration avec Fanny Vicens) avec plus de 10000 œuvres recensées en 2020[9],[10] (2016)
- une étude sur L'accordéon dans les conservatoires classés en France en 2019[11].

## Prix
Vincent Lhermet est lauréat de nombreux prix internationaux : 
- 1er prix au Concours international de Montrond-les-Bains (France)
- 1er prix au Trophée mondial d'accordéon classique à Kragujevac (Serbie)
- 3e prix à la Coupe mondiale d'accordéon classique à Aser (Norvège)[12] et 1er prix au Concours international d'accordéon classique d'Arrasate-Hiria (Espagne)[13] en 2016.
- 2011, finaliste du Concours international de musique contemporaine Gaudeamus Interpreters d'Amsterdam[14].

Ses activités ont été récompensées par plusieurs fondations parmi lesquelles :
- la Fondation d'entreprise Banque populaire (2012)
- la Fondation Safran
- le Mécénat musical Société générale
- le Prix musique de la Fondation Charles-Oulmont[15] en 2018.

## Discographie
- Vents d'Irlande et d'ailleurs (Arcane 17, 2011) - en duo avec la clarinettiste Béatrice Berne[16]
- Correspondances (Conservatoire national supérieur de musique et de danse de Paris, 2014)[17]
- Rameau, hier et aujourd'hui (Klarthe, 2015)[18],[19]
- 13 créations pour un Festival (Printemps des Arts, 2017)[20]
- Poetical humors (Harmonia Mundi, 2018) - en duo avec la violiste Marianne Muller[21],[22],[23]
- Cantares Mexicanos (Tempus Clásico, 2019) - avec Astrid Hadad et Christian Rojas[24],[25].
- L'art de la fugue (Harmonia Mundi, 2021) avec les inAttendus.